# Expedición Everest
Expedición Everest es un docu-reality argentino (que consta de un único envío) producido y transmitido por Telefe. El programa fue conducido por Facundo Arana.

## Información general
En el programa se puede ver a Facundo Arana y su equipo de escaladores y alpinistas profesionales en la escalada al Monte Everest, la montaña más alta del mundo, con una altura de 8.848 metros. La misma está ubicada en el Himalaya y marca la frontera entre China y Nepal, en el continente asiático. El objetuivo del documental es buscar concientizar a las personas sobre la importancia de donar sangre, bajo el lema "donar sangre salva vidas", el mismo está grabado en la bandera que fue izada en el Monte.
Con la ayuda y el impulso que Facundo supo transmitir, y gracias al esfuerzo del equipo que continuó con la misión, los expedicionarios lograron alcanzar la meta que se habían fijado antes de partir. El actor había encarnado la expedición dentro del marco de su colaboración con la campaña “Donar sangre salva vidas”, pero debió bajarse de la travesía por un edema pulmonar.

“Nuestros país es enorme, tiene muchos paisajes, mucho de todo, pero pocos donantes voluntarios de sangre. Los argentinos somos solidarios, la ciencia hoy puede hacer muchas cosas pero no puede replicar la sangre. No te olvides, donar sangre, salva vidas”
Facundo Arana

## Banda sonora
- Utsav - Kutumba

- The Urn - Trevor Rabin (de la película "The Sorcerer's Apprentice)

- Perseus - Ramin Djawadi (de la película "Clash of the Titans")

- Sufism - Elzeb

- Lost Message - AIR

- Toshiko & Tommy - Ben Foster & Murray Gold (de la serie "Torchwood")

- Jack Joins Torchwood - Ben Foster & Murray Gold (de la serie "Torchwood")

- Night Sight - AIR

- Opening Bridge - Asche & Spencer (de la película "Stay")

- Exterminator Beat - Danny Elfman (de la película "Wanted")

- Change of Fortune" - Thomas Newman (de la película "Cinderella Man")

- Sorcerer's Apprentice - Trevor Rabin (de la película "The Sorcerer's Apprentice")

- Fortified - MX47 (Guillermo Guareschi)

- League of Justice - Immediate Music

- Birth of a Nation - Immediate Music

## Expedición Everest en redes sociales
- Sitio Web Oficial
- Facebook Oficial
- Twitter Oficial
- Blog Oficial